# THE IDOLM@STER CINDERELLA GIRLS STARLIGHT MASTER
『THE IDOLM@STER CINDERELLA GIRLS STARLIGHT MASTER』（アイドルマスター シンデレラガールズ スターライトマスター）は、2016年3月30日より日本コロムビアからリリースされているCDシリーズ。

## 概要
『アイドルマスター シンデレラガールズ スターライトステージ』用に作成された楽曲のロングバージョンを収録したCDシングルシリーズ。

CDの表題曲となる楽曲のロングバージョンであるM@STER VERSIONとソロ新曲や既存曲のスターライトステージ版あるいはカバー曲、各曲のカラオケ、ボーナストラックとしてGAME VERSIONが収録される。M@STER VERSIONはゲーム本編とはパート分けが異なっている。表題曲を歌っているユニットには、ゲーム中ではユニット名がついている場合があるが、CDには表記されていない。
CDは2020年7月までに40作品が発売され、そのうち第25弾までの全作品がオリコンチャート週間トップ10入りを果たし、第12弾までは全て累計3万枚を突破している。さらに、第3弾はアイマスのシングルとしては初のオリコン週間1位を獲得するなど、大ヒットシリーズとなっている。
本シリーズの各CDリリース日の前後には、ニコニコ生放送にて宣伝番組『デレステNIGHT』が配信される。番組にはCDに参加している声優のうち数人もしくは全員が生出演・VTR出演する。
2019年10月23日からは新CDシリーズとして、『THE IDOLM@STER CINDERELLA GIRLS STARLIGHT MASTER for the NEXT!』が展開されたが、本CDシリーズも発売は、2020年7月15日発売の第40弾まで継続していた（『COLLABORATION!』を除く）。また、ゲーム実装順では「双翼の独奏歌」の次にスターライトステージ2周年記念曲「イリュージョニスタ！」が存在するが、この楽曲は『THE IDOLM@STER CINDERELLA MASTER』シリーズからリリースされている。
2021年11月24日にはシリーズの表題曲を収録したベストアルバム「THE IDOLM@STER CINDERELLA GIRLS BEST OF STARLIGHT MASTER」が発売。Vol.1にはテーマ曲「とどけ！アイドル」と「STARLIGHT MASTER」シリーズ01～20の表題曲全21曲、Vol.2にはシリーズ21～40の表題曲全20曲が収録される。
このCDが初収録となる曲は太字、カバー曲は斜体で表記する。

## 01 Snow Wings
2016年3月30日発売。2015年12月18日にゲーム内で配信された『スターライトステージ』用新曲「Snow Wings」のM@STER VERSIONと、ソロ曲2曲を収録したシングル。上条春菜（長島光那）はこのCDがシリーズ初参加。
表題曲の「Snow Wings」はクリスマスシーズンに合わせた楽曲であり、上記の通りゲーム中では実際にクリスマスの時期に配信された楽曲である。
収録曲
1. Snow Wings（M@STER VERSION）
歌：島村卯月（大橋彩香）、渋谷凛（福原綾香）、本田未央（原紗友里）、大槻唯（山下七海）、上条春菜（長島光那）
作詞・作曲：俊龍、編曲：SizuK
2. はにかみdays
歌：島村卯月（大橋彩香）
作詞：森由里子、作曲・編曲：滝澤俊輔（TRYTONELABO）
3. AnemoneStar
歌：渋谷凛（福原綾香）
作詞・作曲・編曲：yasushi
4. Snow Wings（M@STER VERSION）（オリジナル・カラオケ）
5. はにかみdays（オリジナル・カラオケ）
6. AnemoneStar（オリジナル・カラオケ）
7. Snow Wings（GAME VERSION）
歌：島村卯月（大橋彩香）、渋谷凛（福原綾香）、本田未央（原紗友里）、大槻唯（山下七海）、上条春菜（長島光那）

## 02 Tulip
2016年5月18日発売。同年1月31日にゲーム内で配信された『スターライトステージ』用新曲「Tulip」のM@STER VERSIONと、ソロ曲2曲を収録したシングル。
収録曲
1. Tulip（M@STER VERSION）
歌：速水奏（飯田友子）、塩見周子（ルゥティン）、城ヶ崎美嘉（佳村はるか）、宮本フレデリカ（髙野麻美）、一ノ瀬志希（藍原ことみ）
作詞：森由里子、作曲・編曲：石濱翔（MONACA）
  - ゲーム中でのユニット名は「LiPPS」（リップス）。

2. ステップ！
歌：本田未央（原紗友里）
作詞：Manami（TRYTONELABO）、作曲：no_my、編曲：岡野裕次郎（TRYTONELABO）
3. ニャンと☆スペクタクル
歌：前川みく（高森奈津美）
作詞・作曲・編曲：ミト
4. Tulip（M@STER VERSION）（オリジナル・カラオケ）
5. ステップ！（オリジナル・カラオケ）
6. ニャンと☆スペクタクル（オリジナル・カラオケ）
7. Tulip（GAME VERSION）
歌：速水奏（飯田友子）、塩見周子（ルゥティン）、城ヶ崎美嘉（佳村はるか）、宮本フレデリカ（髙野麻美）、一ノ瀬志希（藍原ことみ）

## 03 ハイファイ☆デイズ
2016年6月22日発売。同年3月31日にゲーム内で配信された『スターライトステージ』用新曲「ハイファイ☆デイズ」のM@STER VERSIONと、ソロ曲2曲を収録したシングル。佐々木千枝（今井麻夏）と龍崎薫（春瀬なつみ）はこのCDがシリーズ初参加。
初回限定特典として、『THE IDOLM@STER CINDERELLA GIRLS 4thLIVE TriCastle Story』のチケット先行抽選申込券が封入された。
チャート成績
6月21日付のオリコンデイリーランキングでは約4.0万枚を売り上げ1位にランクイン。その後6日間一度も首位を明け渡すことなく、7月4日付オリコン週間シングルランキングで8.9万枚を売り上げて1位にランクイン。キャラクター名義の声優作品が首位を獲得するのは放課後ティータイムの「GO! GO! MANIAC」以来6年2ヶ月ぶりであり、アイドルマスターシリーズのシングル作品としては初の1位獲得となった。また、「Dreaming!」の累計6.7万枚を抜き、アイドルマスターシリーズで最も売上の高い作品となった。
ビルボードにおいてもHOT 100・Top Singles Sales・Hot Animationの三部門全てで1位を獲得。キャラクターによる三部門全てでのビルボードの首位は、μ'sの「僕たちはひとつの光/Future style」以来、1年ぶりの快挙となった。
2018年現在、アイドルマスターの作品としては最も売れた作品となっている。
収録曲
1. ハイファイ☆デイズ（M@STER VERSION）
歌：佐々木千枝（今井麻夏）、櫻井桃華（照井春佳）、市原仁奈（久野美咲）、龍崎薫（春瀬なつみ）、赤城みりあ（黒沢ともよ）
作詞・作曲・編曲：宮崎誠
  - ゲーム中でのユニット名は「L.M.B.G」（リトル・マーチング・バンド・ガールズ）。

2. SUPERLOVE☆
歌：城ヶ崎莉嘉（山本希望）
作詞：小金井つくも、作曲・編曲：BNSI（内田哲也）
3. NUDIE★
歌：城ヶ崎美嘉（佳村はるか）
作詞：小金井つくも、作曲・編曲：TAKT（TRYTONELABO）
4. ハイファイ☆デイズ（M@STER VERSION）（オリジナル・カラオケ）
5. SUPERLOVE☆（オリジナル・カラオケ）
6. NUDIE★（オリジナル・カラオケ）
7. ハイファイ☆デイズ（GAME VERSION）
歌：佐々木千枝（今井麻夏）、龍崎薫（春瀬なつみ）、赤城みりあ（黒沢ともよ）、市原仁奈（久野美咲）、櫻井桃華（照井春佳）

## 04 生存本能ヴァルキュリア
2016年7月27日発売。同年4月30日にゲーム内で配信された『スターライトステージ』用新曲「生存本能ヴァルキュリア」のM@STER VERSIONと、ソロ曲2曲を収録したシングル。
収録曲
1. 生存本能ヴァルキュリア（M@STER VERSION）
歌：新田美波（洲崎綾）、鷺沢文香（M・A・O）、橘ありす（佐藤亜美菜）、高森藍子（金子有希）、相葉夕美（木村珠莉）
作詞：朝倉路、作曲・編曲：渡部チェル
  - ゲーム中のユニット名は「アインフェリア」。

2. 空と風と恋のワルツ
歌：小日向美穂（津田美波）
作詞・作曲・編曲：BNSI（トリ音）
3. Sparkling Girl
歌：多田李衣菜（青木瑠璃子）
作詞：磯谷佳江、作曲：細見卓矢（SUPA LOVE）、編曲：宮崎誠
4. 生存本能ヴァルキュリア（M@STER VERSION）（オリジナル・カラオケ）
5. 空と風と恋のワルツ（オリジナル・カラオケ）
6. Sparkling Girl（オリジナル・カラオケ）
7. 生存本能ヴァルキュリア（GAME VERSION）
歌：新田美波（洲崎綾）、鷺沢文香（M・A・O）、橘ありす（佐藤亜美菜）、高森藍子（金子有希）、相葉夕美（木村珠莉）

## 05 純情Midnight伝説
2016年8月31日発売。同年5月31日にゲーム内で配信された『スターライトステージ』用新曲「純情Midnight伝説」のM@STER VERSIONと、ソロ曲2曲を収録したシングル。藤本里奈（金子真由美）・松永涼（千菅春香）・大和亜季（村中知）はこのCDがシリーズ初参加。
収録曲
1. 純情Midnight伝説（M@STER VERSION）
歌：向井拓海（原優子）、藤本里奈（金子真由美）、松永涼（千菅春香）、大和亜季（村中知）、木村夏樹（安野希世乃）
作詞：磯谷佳江、作曲：小野貴光、編曲：玉木千尋
  - ゲーム中のユニット名は「炎陣」（エンジン）。

2. おかしな国のおかし屋さん
歌：三村かな子（大坪由佳）
作詞：BNSI（Mitsu・佐藤貴文）、作曲・編曲：BNSI（佐藤貴文）
3. Bloody Festa
歌：白坂小梅（桜咲千依）
作詞：ミズノゲンキ、作曲：夏海、編曲：清水武仁
4. 純情Midnight伝説（M@STER VERSION）（オリジナル・カラオケ）
5. おかしな国のおかし屋さん（オリジナル・カラオケ）
6. Bloody Festa（オリジナル・カラオケ）
7. 純情Midnight伝説（GAME VERSION）
歌：向井拓海（原優子）、藤本里奈（金子真由美）、松永涼（千菅春香）、大和亜季（村中知）、木村夏樹（安野希世乃）

## 06 Love∞Destiny
2016年10月26日発売。同年6月30日にゲーム内で配信された『スターライトステージ』用新曲「Love∞Destiny」のM@STER VERSIONと、ソロ曲2曲を収録したシングル。
収録曲
1. Love∞Destiny（M@STER VERSION）
歌：佐久間まゆ（牧野由依）、北条加蓮（渕上舞）、小日向美穂（津田美波）、多田李衣菜（青木瑠璃子）、緒方智絵里（大空直美）
作詞：磯谷佳江、作曲・編曲：BNSI（kyo）
  - ゲーム中のユニット名は「Masque:Rade」（マスカレード）。

2. 青空リレーション
歌：高森藍子（金子有希）
作詞：Apis（TRYTONELABO）、作曲・編曲：岡野裕次郎（TRYTONELABO）
3. PANDEMIC ALONE
歌：星輝子（松田颯水）
作詞：ミズノゲンキ、作曲・編曲：睦月周平
4. Love∞Destiny（M@STER VERSION）（オリジナル・カラオケ）
5. 青空リレーション（オリジナル・カラオケ）
6. PANDEMIC ALONE（オリジナル・カラオケ）
7. Love∞Destiny（GAME VERSION）
歌：佐久間まゆ（牧野由依）、北条加蓮（渕上舞）、小日向美穂（津田美波）、多田李衣菜（青木瑠璃子）、緒方智絵里（大空直美）

## 07 サマカニ!!
2016年12月7日発売。同年7月31日にゲーム内で配信された『スターライトステージ』用新曲「サマカニ!!」のM@STER VERSIONと、ソロ曲2曲を収録したシングル。上田鈴帆（春野ななみ）・難波笑美（伊達朱里紗）はこのCDがシリーズ初参加。
表題曲の「サマカニ!!」は夏を意識した楽曲であり、ジャケットにも水着姿のアイドルのイラストが描かれている。本CDの発売時期からすると季節はずれであるが、上記の通りゲーム中では実際に夏の時期に配信された楽曲である。
収録曲
1. サマカニ!!（M@STER VERSION）
歌：川島瑞樹（東山奈央）、日野茜（赤﨑千夏）、堀裕子（鈴木絵理）、上田鈴帆（春野ななみ）、難波笑美（伊達朱里紗）
作詞・作曲・編曲：宮崎誠
  - ゲーム中のユニット名は「サマプリ」。

2. にょわにょわーるど☆
歌：諸星きらり（松嵜麗）
作詞：夕野ヨシミ（IOSYS）、作曲・編曲：ARM（IOSYS）
3. cherry*merry*cherry
歌：緒方智絵里（大空直美）
作詞：坂井竜二、作曲・編曲：山崎真吾
4. サマカニ!!（M@STER VERSION）（オリジナル・カラオケ）
5. にょわにょわーるど☆（オリジナル・カラオケ）
6. cherry*merry*cherry（オリジナル・カラオケ）
7. サマカニ!!（GAME VERSION）
歌：川島瑞樹（東山奈央）、日野茜（赤﨑千夏）、堀裕子（鈴木絵理）、上田鈴帆（春野ななみ）、難波笑美（伊達朱里紗）

## 08 BEYOND THE STARLIGHT
2017年2月1日発売。2016年8月31日にゲーム内で配信された『スターライトステージ』用新曲「BEYOND THE STARLIGHT」のM@STER VERSIONと、ソロ曲2曲を収録したシングル。なお、表題曲「BEYOND THE STARLIGHT」は2016年9月3日に迎えた『スターライトステージ』の1周年を記念した楽曲であるが、CDのリリースは約5ヶ月後となってしまった。
シンデレラガールズ5周年記念3週連続リリースの第2弾。初回限定特典として5thライブツアー『THE IDOLM@STER CINDERELLA GIRLS 5thLIVE TOUR Serendipity Parade!!!』の先行抽選予約申込券が封入される。
チャート成績
1月31日付のオリコンデイリーランキングでは2.0万枚を売り上げて3位にランクイン。翌日の2月1日付では0.9万枚を売り上げて2位にランクインし、2月4日付では0.3万枚を売り上げて1位にランクイン。2月13日付のオリコン週間ランキングでは4.4万枚を売上げ3位にランクインした。アニメ週間チャートにおいてはUVERworldの「一滴の影響」に僅差で敗れ2位となったものの、アイドルマスター SideMの「Beyond The Dream」と共にアイマス2作品同時トップ5入りを果たした。
収録曲
1. BEYOND THE STARLIGHT（M@STER VERSION）
歌：城ヶ崎莉嘉（山本希望）、緒方智絵里（大空直美）、北条加蓮（渕上舞）、川島瑞樹（東山奈央）、大槻唯（山下七海）
作詞：八城雄太、作曲・編曲：石濱翔（MONACA）
2. スローライフ・ファンタジー
歌：双葉杏（五十嵐裕美）
作詞：八城雄太、作曲・編曲：田中秀和（MONACA）
3. Frozen Tears
歌：北条加蓮（渕上舞）
作詞：磯谷佳江、作曲：小野貴光、編曲：玉木千尋
4. BEYOND THE STARLIGHT（M@STER VERSION）（オリジナル・カラオケ）
5. スローライフ・ファンタジー（オリジナル・カラオケ）
6. Frozen Tears（オリジナル・カラオケ）
7. BEYOND THE STARLIGHT（GAME VERSION）
歌：城ヶ崎莉嘉（山本希望）、緒方智絵里（大空直美）、北条加蓮（渕上舞）、川島瑞樹（東山奈央）、大槻唯（山下七海）

## 09 ラブレター
2017年3月1日発売。2016年9月20日にゲーム内で配信された『スターライトステージ』用新曲「ラブレター」のM@STER VERSIONと、ソロ曲2曲を収録したシングル。
初回限定特典として5thライブツアー『THE IDOLM@STER CINDERELLA GIRLS 5thLIVE TOUR Serendipity Parade!!!』の静岡・千葉・福岡公演の先行抽選予約申込券が封入される。
チャート成績
2月28日付のオリコンデイリーランキングでは1.7万枚を売り上げて2位にランクイン。翌日の3月1日付では1.4万枚を売り上げて2位をキープした。その後も6日連続でデイリー3位以内を守り切り、3月13日付のオリコン週間ランキングでは5.2万枚を売上げ2位にランクインした。また、アニメ週間チャートにおいては「EVERMORE」から2作連続となる1位を獲得した。
ビルボードにおいてもHot Animationにおいて2作連続で1位を獲得した。
収録曲
1. ラブレター（M@STER VERSION）
歌：島村卯月（大橋彩香）、小日向美穂（津田美波）、五十嵐響子（種﨑敦美）
作詞：桜アス恵（TRYTONELABO）、作曲・編曲：岡野裕次郎（TRYTONELABO）
  - ゲーム中のユニット名は「P.C.S」（ピンクチェックスクール）。

2. メルヘン∞メタモルフォーゼ！
歌：安部菜々（三宅麻理恵）
作詞：八城雄太、作曲・編曲：BNSI（佐藤貴文）
3. 薄紅
歌：小早川紗枝（立花理香)
作詞・作曲・編曲：内海孝彰（TRYTONELABO）
4. ラブレター（M@STER VERSION）（オリジナル・カラオケ）
5. メルヘン∞メタモルフォーゼ！（オリジナル・カラオケ）
6. 薄紅（オリジナル・カラオケ）
7. ラブレター（GAME VERSION）
歌：島村卯月（大橋彩香）、小日向美穂（津田美波）、五十嵐響子（種﨑敦美）

## 10 Jet to the Future
2017年4月19日発売。2016年10月20日にゲーム内で配信された『スターライトステージ』用新曲「Jet to the Future」のM@STER VERSIONと、ソロ新曲1曲、既存曲のスターライトステージ版を収録したシングル。及川雫（のぐちゆり）と道明寺歌鈴（新田ひより）はこのCDがシリーズ初参加。
初回限定特典として5thライブツアー『THE IDOLM@STER CINDERELLA GIRLS 5thLIVE TOUR Serendipity Parade!!!』の埼玉公演の先行抽選予約申込券が封入される。
チャート成績
4月18日付のオリコンデイリーランキングでは1.4万枚を売り上げて3位にランクイン。翌日の4月19日付では1.0万枚を売り上げて2位にランクインした。その後も6日連続でデイリー3位以内を守り切り、5月1日付のオリコン週間ランキングでは3.9万枚を売上げ2位にランクインした。また、アニメ週間チャートにおいては4作連続となる1位を獲得した。
収録曲
1. Jet to the Future（M@STER VERSION）
歌：多田李衣菜（青木瑠璃子）、木村夏樹（安野希世乃）
作詞：磯谷佳江、作曲・編曲：IMAJO（PSYCHIC LOVER）
  - ゲーム中のユニット名は「Rock the Beat」（ロックザビート）。

2. たくさん！
歌：アナスタシア（上坂すみれ）
作詞・作曲：佐伯youthK、編曲：睦月周平
3. Flip Flop
歌：日野茜（赤﨑千夏）、高森藍子（金子有希）、及川雫（のぐちゆり）、脇山珠美（嘉山未紗）、道明寺歌鈴（新田ひより）
作詞・作曲・編曲：ミト
4. Jet to the Future（M@STER VERSION）（オリジナル・カラオケ）
5. たくさん！（オリジナル・カラオケ）
6. Flip Flop（オリジナル・カラオケ）
7. Jet to the Future（GAME VERSION）
歌：多田李衣菜（青木瑠璃子）、木村夏樹（安野希世乃）

## 11 あんきら!?狂騒曲
2017年5月31日発売。2016年12月21日にゲーム内で配信された『スターライトステージ』用新曲「あんきら!?狂騒曲」のM@STER VERSIONと、ソロ新曲1曲、既存曲のスターライトステージ版を収録したシングル。水本ゆかり（藤田茜）はこのCDがシリーズ初参加。
初回限定特典として5thライブツアー『THE IDOLM@STER CINDERELLA GIRLS 5thLIVE TOUR Serendipity Parade!!!』の埼玉公演の先行抽選予約申込券が封入される。
チャート成績
5月30日付のオリコンデイリーランキングでは1.8万枚を売り上げて2位にランクイン。その後も6日連続で2位を明け渡すことなく、さらに6月1日付以降は前週にリリースされた「エチュードは1曲だけ」が3位に入り、4日連続でシンデレラガールズのCDが2・3位をキープした。6月12日付のオリコン週間ランキングでは4.9万枚を売上げ2位にランクイン。また、アニメ週間チャートにおいては8作連続となる1位を獲得した。
収録曲
1. あんきら!?狂騒曲（M@STER VERSION）
歌：双葉杏（五十嵐裕美）、諸星きらり（松嵜麗）
作詞・作曲・編曲：ヒゲドライバー
  - ゲーム中のユニット名は「HappyHappyTwin」（ハピハピツイン）。

2. Neo Beautiful Pain
歌：神谷奈緒（松井恵理子）
作詞・作曲・編曲：AJURIKA
3. あいくるしい
歌：佐久間まゆ（牧野由依）、小早川紗枝（立花理香）、水本ゆかり（藤田茜）、三村かな子（大坪由佳）、速水奏（飯田友子）
作詞・作曲・編曲：田村歩美
4. あんきら!?狂騒曲（M@STER VERSION）（オリジナル・カラオケ）
5. Neo Beautiful Pain（オリジナル・カラオケ）
6. あいくるしい（オリジナル・カラオケ）
7. あんきら!?狂騒曲（GAME VERSION）
歌：双葉杏（五十嵐裕美）、諸星きらり（松嵜麗）

## 12 命燃やして恋せよ乙女
2017年8月9日発売。2016年12月31日にゲーム内で配信された『スターライトステージ』用新曲「命燃やして恋せよ乙女」のM@STER VERSIONと、ソロ新曲1曲、既存曲のスターライトステージ版を収録したシングル。「THE IDOLM@STER CINDERELLA GIRLS MASTER SEASONS SUMMER!」と同時発売。
チャート成績
8月21日付のオリコン週間ランキングでは2.5万枚を売り上げて4位にランクイン。「THE IDOLM@STER CINDERELLA GIRLS MASTER SEASONS SUMMER!」も5位に入り、シンデレラガールズの作品が同時TOP5入りを果たした。
収録曲
1. 命燃やして恋せよ乙女（M@STER VERSION）
歌：高垣楓（早見沙織）、佐藤心（花守ゆみり）、三船美優（原田彩楓）、安部菜々（三宅麻理恵）、片桐早苗（和氣あず未）
作詞：森由里子、作曲・編曲：TAKT（TRYTONELABO）
  - ゲーム中のユニット名は「宵乙女」（よいおとめ）。

2. マイ・スイート・ハネムーン
歌：佐久間まゆ（牧野由依）
作詞・作曲・編曲：滝澤俊輔（TRYTONELABO）、ピアノ演奏：牧野由依
3. Lunatic Show
歌：星輝子（松田颯水）、白坂小梅（桜咲千依）、輿水幸子（竹達彩奈）、小早川紗枝（立花理香）、姫川友紀（杜野まこ）
作詞：磯谷佳江、作曲・編曲：IMAJO（PSYCHIC LOVER）
4. 命燃やして恋せよ乙女（M@STER VERSION）（オリジナル・カラオケ）
5. マイ・スイート・ハネムーン（オリジナル・カラオケ）
6. Lunatic Show（オリジナル・カラオケ）
7. 命燃やして恋せよ乙女（GAME VERSION）
歌：高垣楓（早見沙織）、佐藤心（花守ゆみり）、三船美優（原田彩楓）、安部菜々（三宅麻理恵）、片桐早苗（和氣あず未）

## 13 Sweet Witches' Night 〜6人目はだぁれ〜
2017年9月13日発売。同年1月31日にゲーム内で配信された『スターライトステージ』用新曲「Sweet Witches' Night 〜6人目はだぁれ〜」のM@STER VERSIONと、ソロ新曲1曲、既存曲のスターライトステージ版を収録したシングル。椎名法子（都丸ちよ）はこのCDがシリーズ初参加。
チャート成績
9月12日付のオリコンデイリーランキングでは2位にランクイン。その後も6日連続でデイリー3位以内を守り切り、9月25日付のオリコン週間ランキングでは1.8万枚を売り上げて3位にランクイン。アニメ週間チャートにおいては「あんきら!?狂騒曲」以来となる1位を獲得した。
収録曲
1. Sweet Witches' Night 〜6人目はだぁれ〜（M@STER VERSION）
歌：三村かな子（大坪由佳）、十時愛梨（原田ひとみ）、森久保乃々（高橋花林）、椎名法子（都丸ちよ）、及川雫（のぐちゆり）
作詞・作曲：角本麻衣、編曲：八木篤史（SUPA LOVE）
  - ゲーム中のユニット名は「Sweetches」（スウィッチーズ）。

2. わたぐも
歌：赤城みりあ（黒沢ともよ）
作詞：Manami（TRYTONELABO）、作曲：Asu、編曲：坪田修平（TRYTONELABO）
3. shabon song
歌：小日向美穂（津田美波）、城ヶ崎美嘉（佳村はるか）、相葉夕美（木村珠莉）、上条春菜（長島光那）、赤城みりあ（黒沢ともよ）
作詞：木村有希、作曲：滝澤俊輔（TRYTONELABO）、編曲：関淳二郎
4. Sweet Witches' Night 〜6人目はだぁれ〜（M@STER VERSION）（オリジナル・カラオケ）
5. わたぐも（オリジナル・カラオケ）
6. shabon song（オリジナル・カラオケ）
7. Sweet Witches' Night 〜6人目はだぁれ〜（GAME VERSION）
歌：三村かな子（大坪由佳）、十時愛梨（原田ひとみ）、森久保乃々（高橋花林）、椎名法子（都丸ちよ）、及川雫（のぐちゆり）

## 14 情熱ファンファンファーレ
2017年11月8日発売。同年2月17日にゲーム内で配信された『スターライトステージ』用新曲「情熱ファンファンファーレ」のM@STER VERSIONと、ソロ新曲1曲、既存曲のスターライトステージ版を収録したシングル。
チャート成績
11月7日付のオリコンデイリーランキングでは6位にランクイン。翌日の11月8日付では0.6万枚を売り上げ2位にランクインした。11月20日付のオリコン週間ランキングでは2.2万枚を売り上げて4位にランクイン。アニメ週間チャートにおいては2作連続で1位を獲得した。
収録曲
1. 情熱ファンファンファーレ（M@STER VERSION）
歌：本田未央（原紗友里）、日野茜（赤﨑千夏）、高森藍子（金子有希）
作詞・作曲・編曲：no_my
  - ゲーム中のユニット名は「Positive Passion」（ポジティブパッション）。

2. サイキック！ぱーりーないと☆
歌：堀裕子（鈴木絵理）
作詞：坂井竜二、作曲・編曲：山崎真吾
3. Nocturne
歌：高垣楓（早見沙織）、川島瑞樹（東山奈央）、松永涼（千菅春香）、速水奏（飯田友子）、新田美波（洲崎綾）
作詞・作曲・編曲：AJURIKA
4. 情熱ファンファンファーレ（M@STER VERSION）（オリジナル・カラオケ）
5. サイキック！ぱーりーないと☆（オリジナル・カラオケ）
6. Nocturne（オリジナル・カラオケ）
7. 情熱ファンファンファーレ（GAME VERSION）
歌：本田未央（原紗友里）、日野茜（赤﨑千夏）、高森藍子（金子有希）

## 15 桜の頃
2018年3月14日発売。2017年2月28日にゲーム内で配信された『スターライトステージ』用新曲「桜の頃」のM@STER VERSIONと、ソロ新曲1曲、既存曲のスターライトステージ版を収録したシングル。
チャート成績
3月13日付のオリコンデイリーランキングでは11位にランクイン。翌日の3月14日付では6位にランクインした。3月26日付のオリコン週間ランキングでは1.7万枚を売り上げて7位にランクイン。アニメ週間チャートにおいては3作連続で1位を獲得した。
収録曲
1. 桜の頃（M@STER VERSION）
歌：依田芳乃（高田憂希）、小早川紗枝（立花理香）、道明寺歌鈴（新田ひより）、浜口あやめ（田澤茉純）、脇山珠美（嘉山未紗）
作詞：桜アス恵（TRYTONELABO）、作曲：隠田遼平、編曲：坪田修平（TRYTONELABO）
  - ゲーム中のユニット名は「春霞」（はるがすみ）。

2. フレデリカ、猫やめるよ
歌：宮本フレデリカ（髙野麻美）
作詞・作曲・編曲：ササキトモコ
3. キミのそばでずっと
歌：道明寺歌鈴（新田ひより）、浜口あやめ（田澤茉純）、脇山珠美（嘉山未紗）
作詞：荘野ジュリ、作曲：坪田修平（TRYTONELABO）、編曲：宮原慶太
4. 桜の頃（M@STER VERSION）（オリジナル・カラオケ）
5. フレデリカ、猫やめるよ（オリジナル・カラオケ）
6. 桜の頃（GAME VERSION）
歌：依田芳乃（高田憂希）、小早川紗枝（立花理香）、道明寺歌鈴（新田ひより）、浜口あやめ（田澤茉純）、脇山珠美（嘉山未紗）
7. キミのそばでずっと（GAME VERSION）
歌：道明寺歌鈴（新田ひより）、浜口あやめ（田澤茉純）、脇山珠美（嘉山未紗）

## 16 ∀NSWER
2018年4月18日発売。2017年3月21日にゲーム内で配信された『スターライトステージ』用新曲「∀NSWER」のM@STER VERSIONと、ソロ新曲2曲を収録したシングル。
チャート成績
3月17日付のオリコンデイリーランキングでは6位にランクインしたのち、18日付では3位に、19日付では2位にランクインした。4月30日付のオリコン週間ランキングでは2.2万枚を売り上げて6位にランクイン。
収録曲
1. ∀NSWER（M@STER VERSION）
歌：早坂美玲（朝井彩加）、森久保乃々（高橋花林）、星輝子（松田颯水）
作詞：ミズノゲンキ、作曲・編曲：睦月周平
  - ゲーム中のユニット名は「individuals」（インディヴィジュアルズ）。

2. Dreaming of you
歌：川島瑞樹（東山奈央）
作詞：mft、作曲・編曲：広川恵一（MONACA）
3. Voyage
歌：新田美波（洲崎綾）
作詞：朝倉路、作曲・編曲：滝澤俊輔（TRYTONELABO）
4. ∀NSWER（M@STER VERSION）（オリジナル・カラオケ）
5. Dreaming of you（オリジナル・カラオケ）
6. Voyage（オリジナル・カラオケ）
7. ∀NSWER（GAME VERSION）
歌：早坂美玲（朝井彩加）、森久保乃々（高橋花林）、星輝子（松田颯水）

## 17 Nothing but You
2018年5月23日発売。2017年4月30日にゲーム内で配信された『スターライトステージ』用新曲「Nothing but You」のM@STER VERSIONと、ソロ新曲2曲を収録したシングル。
チャート成績
オリコンのアニメ週間チャートにおいて「桜の頃」以来の1位を獲得した。また、ビルボードのHot Animationにおいても「ラブレター」以来の1位獲得した。
収録曲
1. Nothing but You（M@STER VERSION）
歌：アナスタシア（上坂すみれ）、神谷奈緒（松井恵理子）、中野有香（下地紫野）、前川みく（高森奈津美）、星輝子（松田颯水）
作詞・作曲・編曲：AJURIKA
  - ゲーム中のユニット名は「NEX-US」（ネクサス）。

2. みなぎれ！ボボボンバー
歌：日野茜（赤﨑千夏）
作詞：狐夢想（COOL&CREATE）、作曲・編曲：ARM（IOSYS）
3. PROUST EFFECT
歌：一ノ瀬志希（藍原ことみ）
作詞・作曲・編曲：BNSI（北谷光浩）
4. Nothing but You（M@STER VERSION）（オリジナル・カラオケ）
5. みなぎれ！ボボボンバー（オリジナル・カラオケ）
6. PROUST EFFECT（オリジナル・カラオケ）
7. Nothing but You（GAME VERSION）
歌：アナスタシア（上坂すみれ）、神谷奈緒（松井恵理子）、中野有香（下地紫野）、前川みく（高森奈津美）、星輝子（松田颯水）

## 18 モーレツ★世直しギルティ!
2018年6月20日発売。2017年5月19日にゲーム内で配信された『スターライトステージ』用新曲「モーレツ★世直しギルティ！」のM@STER VERSIONと、ソロ新曲2曲を収録したシングル。
チャート成績
6月19日付のオリコンデイリーランキングでは初登場9位にランクインしたのち、21日付と24日付で最高5位にランクインした。7月2日付のオリコン週間ランキングでは1.3万枚を売り上げて6位にランクイン。
収録曲
1. モーレツ★世直しギルティ！（M@STER VERSION）
歌：堀裕子（鈴木絵理）、片桐早苗（和氣あず未）、及川雫（のぐちゆり）
作詞：fumi、作曲：小野貴光、編曲：玉木千尋
  - ゲーム中のユニット名は「セクシーギルティ」。

2. if
歌：速水奏（飯田友子）
作詞・作曲：Maiko Fujita、編曲：高田龍一（MONACA）
3. 踊りまくろ☆ダンシング・ナイト
歌：片桐早苗（和氣あず未）
作詞・作曲・編曲：YOFFY（PSYCHIC LOVER）
4. モーレツ★世直しギルティ！（M@STER VERSION）（オリジナル・カラオケ）
5. if（オリジナル・カラオケ）
6. 踊りまくろ☆ダンシング・ナイト（オリジナル・カラオケ）
7. モーレツ★世直しギルティ！（GAME VERSION）
歌：堀裕子（鈴木絵理）、片桐早苗（和氣あず未）、及川雫（のぐちゆり）

## 19 With Love
2018年7月18日発売。2017年5月31日にゲーム内で配信された『スターライトステージ』用新曲「With Love」のM@STER VERSIONと、ソロ新曲1曲、既存曲のスターライトステージ版を収録したシングル。「THE IDOLM@STER CINDERELLA GIRLS CG STAR LIVE Stage bye Stage」と同時発売。
初回限定特典として、『THE IDOLM@STER CINDERELLA GIRLS 6thLIVE MERRY-GO-ROUNDOME!!!』の先行抽選予約申込券が封入される。
収録曲
1. With Love（M@STER VERSION）
歌：五十嵐響子（種﨑敦美）、乙倉悠貴（中島由貴）、水本ゆかり（藤田茜）、諸星きらり（松嵜麗）、姫川友紀（杜野まこ）
作詞：絵伊子、作曲・編曲：渡部チェル
  - ゲーム中のユニット名は「Love Yell」（ラブ エール）。

2. 銀河図書館
歌：鷺沢文香（M・A・O）
作詞・作曲・編曲：烏屋茶房
3. always
歌：関裕美（会沢紗弥）、荒木比奈（田辺留依）、村上巴（花井美春）、藤原肇（鈴木みのり）、喜多見柚（武田羅梨沙多胡）
作詞・作曲：Maiko Fujita、編曲：滝澤俊輔（TRYTONELABO）
4. With Love（M@STER VERSION）（オリジナル・カラオケ）
5. 銀河図書館（オリジナル・カラオケ）
6. With Love（GAME VERSION）
歌：五十嵐響子（種﨑敦美）、乙倉悠貴（中島由貴）、水本ゆかり（藤田茜）、諸星きらり（松嵜麗）、姫川友紀（杜野まこ）

## 20 リトルリドル
2018年8月22日発売。2017年6月30日にゲーム内で配信された『スターライトステージ』用新曲「リトルリドル」のM@STER VERSIONと、ソロ新曲2曲を収録したシングル。
初回限定特典として、『THE IDOLM@STER CINDERELLA GIRLS 6thLIVE MERRY-GO-ROUNDOME!!!』の先行抽選予約申込券が封入される。
収録曲
1. リトルリドル（M@STER VERSION）
歌：双葉杏（五十嵐裕美）、城ヶ崎莉嘉（山本希望）、二宮飛鳥（青木志貴）、白坂小梅（桜咲千依）、早坂美玲（朝井彩加）
作詞：ミズノゲンキ、作曲・編曲：睦月周平
  - ゲーム中のユニット名は「LittlePOPS」（リトル ポップス）。

2. アツアツ♪マカロニグラタン
歌：五十嵐響子（種﨑敦美）
作詞・作曲・編曲：ヒゲドライバー
3. Private Sign
歌：塩見周子（ルゥティン）
作詞：Apis（TRYTONELABO）、作曲・編曲：内海孝彰（TRYTONELABO）
4. リトルリドル（M@STER VERSION）（オリジナル・カラオケ）
5. アツアツ♪マカロニグラタン（オリジナル・カラオケ）
6. Private Sign（オリジナル・カラオケ）
7. リトルリドル（GAME VERSION）
歌：双葉杏（五十嵐裕美）、城ヶ崎莉嘉（山本希望）、二宮飛鳥（青木志貴）、白坂小梅（桜咲千依）、早坂美玲（朝井彩加）

## 21 Kawaii make MY day!
2018年9月19日発売。2017年7月20日にゲーム内で配信された『スターライトステージ』用新曲「Kawaii make MY day!」のM@STER VERSIONと、ソロ新曲1曲、2018年9月8日・9日にヤマダグリーンドーム前橋にて開催された『スターライトステージ』3周年記念イベント「THE IDOLM@STER CINDERELLA GIRLS SS3A Live Sound Booth♪」（以下「SS3A」）にて披露されたリアレンジ曲1曲を収録したシングル。
収録曲
1. Kawaii make MY day!（M@STER VERSION）
歌：中野有香（下地紫野）、水本ゆかり（藤田茜）、椎名法子（都丸ちよ）
作詞：八城雄太、作曲・編曲：石濱翔（MONACA）
  - ゲーム中のユニット名は「メロウ・イエロー」。

2. Dear My Dreamers
歌：姫川友紀（杜野まこ）
作詞：八城雄太、作曲・編曲：渡部チェル
3. Flip Flop ～For SS3A rearrange Mix～
歌：荒木比奈（田辺留依）、上条春菜（長島光那）
作詞・作曲：ミト、編曲：BNSI（北谷光浩）
4. Kawaii make MY day!（M@STER VERSION）（オリジナル・カラオケ）
5. Dear My Dreamers（オリジナル・カラオケ）
6. Flip Flop ～For SS3A rearrange Mix～（オリジナル・カラオケ）
7. Kawaii make MY day!（GAME VERSION）
歌：中野有香（下地紫野）、水本ゆかり（藤田茜）、椎名法子（都丸ちよ）

## 22 双翼の独奏歌
2018年10月17日発売。2017年8月21日にゲーム内で配信された『スターライトステージ』用新曲「双翼の独奏歌」（そうよくのアリア）のM@STER VERSIONと、ソロ新曲1曲、「SS3A」にて披露されたリアレンジ曲1曲を収録したシングル。
収録曲
1. 双翼の独奏歌（M@STER VERSION）
歌：神崎蘭子（内田真礼）、二宮飛鳥（青木志貴）
作詞：マチゲリータ・烏屋茶房、作曲・編曲：Powerless
  - ゲーム中のユニット名は「ダークイルミネイト」。

2. ハピガ！
歌：輿水幸子（竹達彩奈）
作詞・作曲・編曲：ミト（クラムボン）
3. shabon song ～For SS3A rearrange Mix～
歌：及川雫（のぐちゆり）、棟方愛海（藤本彩花）
作詞：木村有希、作曲：滝澤俊輔（TRYTONELABO）、編曲：渡部チェル
4. 双翼の独奏歌（M@STER VERSION）（オリジナル・カラオケ）
5. ハピガ！（オリジナル・カラオケ）
6. shabon song ～For SS3A rearrange Mix～（オリジナル・カラオケ）
7. 双翼の独奏歌（GAME VERSION）
歌：神崎蘭子（内田真礼）、二宮飛鳥（青木志貴）

## 23 Twin☆くるっ★テール
2018年11月21日発売。2017年9月20日にゲーム内で配信された『スターライトステージ』用新曲「Twin☆くるっ★テール」（ツイン くるっ テール）のM@STER VERSIONと、ソロ新曲1曲、「SS3A」にて披露されたリアレンジ曲1曲を収録したシングル。
収録曲
1. Twin☆くるっ★テール（M@STER VERSION）
歌：城ヶ崎美嘉（佳村はるか）、城ヶ崎莉嘉（山本希望）
作詞：八城雄太、作曲：内海孝彰（TRYTONELABO）、編曲：Lucas（TRYTONELABO）・内海孝彰（TRYTONELABO）
  - ゲーム中のユニット名は「ファミリアツイン」。

2. 花のことば
歌：相葉夕美（木村珠莉）
作詞：mft、作曲・編曲：高田龍一（MONACA）
3. Lunatic Show ～For SS3A rearrange Mix～
歌：喜多見柚（武田羅梨沙多胡）、村上巴（花井美春）
作詞：磯谷佳江、作曲：IMAJO（PSYCHIC LOVER）、編曲：烏屋茶房
4. Twin☆くるっ★テール（M@STER VERSION）（オリジナル・カラオケ）
5. 花のことば（オリジナル・カラオケ）
6. Lunatic Show ～For SS3A rearrange Mix～（オリジナル・カラオケ）
7. Twin☆くるっ★テール（GAME VERSION）
歌：城ヶ崎美嘉（佳村はるか）、城ヶ崎莉嘉（山本希望）

## 24 Trinity Field
2018年12月12日発売。2017年11月19日にゲーム内で配信された『スターライトステージ』用新曲「Trinity Field」（トリニティ フィールド）のM@STER VERSIONと、「SS3A」にて披露されたリミックス楽曲3曲を収録したシングル。
収録曲
1. Trinity Field（M@STER VERSION）
歌：渋谷凛（福原綾香）、北条加蓮（渕上舞）、神谷奈緒（松井恵理子）
作詞：奥井雅美、作曲：上松範康（Elements Garden）、編曲：藤永龍太郎（Elements Garden）
  - ゲーム中のユニット名は「Triad Primus」（トライアドプリムス）。この名義での楽曲は、「Trancing Pulse」以来2曲目となる。

2. Trinity Field（M@STER VERSION）（オリジナル・カラオケ）
3. 輝く世界の魔法 -Magical Step Forward Remix- Remixed by AJURIKA
4. ゴキゲンParty Night -Dance!!!!!!!!!!!!!!! Remix- Remixed by Taku Inoue
5. Near to You -PicoPico D'n'B Remix- Remixed by ヒゲドライバー
6. Trinity Field（GAME VERSION）
歌：渋谷凛（福原綾香）、北条加蓮（渕上舞）、神谷奈緒（松井恵理子）

## 25 Happy New Yeah!
2019年1月23日発売。2018年1月1日にゲーム内で配信された『スターライトステージ』用新曲「Happy New Yeah!」のM@STER VERSIONと、ソロ新曲1曲、「SS3A」にて披露されたリアレンジ曲1曲を収録したシングル。
収録曲
1. Happy New Yeah!（M@STER VERSION）
歌：島村卯月（大橋彩香）、渋谷凛（福原綾香）、本田未央（原紗友里）、佐藤心（花守ゆみり）、三村かな子（大坪由佳）
作詞：八城雄太、作曲：高取ヒデアキ、編曲：籠島裕昌
2. ヒトトキトキメキ
歌：十時愛梨（原田ひとみ）
作詞・作曲・編曲：山本真央樹
3. Nocturne ～For SS3A rearrange Mix～
歌：三船美優（原田彩楓）、藤原肇（鈴木みのり）
作詞・作曲：AJURIKA、編曲：滝澤俊輔（TRYTONELABO）
4. Happy New Yeah!（M@STER VERSION）（オリジナル・カラオケ）
5. ヒトトキトキメキ（オリジナル・カラオケ）
6. Nocturne ～For SS3A rearrange Mix～（オリジナル・カラオケ）
7. Happy New Yeah!（GAME VERSION）
歌：島村卯月（大橋彩香）、渋谷凛（福原綾香）、本田未央（原紗友里）、佐藤心（花守ゆみり）、三村かな子（大坪由佳）

## 26 美に入り彩を穿つ
2019年2月20日発売。2018年1月12日にゲーム内で配信された『スターライトステージ』用新曲「美に入り彩を穿つ」のM@STER VERSIONと、ソロ新曲1曲、「SS3A」にて披露されたリアレンジ曲1曲を収録したシングル。
このCDにてオリコン連続週間トップ10入りの記録は途絶えた。
収録曲
1. 美に入り彩を穿つ（M@STER VERSION）
歌：小早川紗枝（立花理香）、塩見周子（ルゥティン）
作詞：野口圭、作曲・編曲：渡部チェル
  - ゲーム中のユニット名は「羽衣小町」（はごろもこまち）。

2. 夢幻ノ救憐唱 ～堕チル星ノ調ベ～（ゆめノキリエ おチルほしノしらべ）
歌：神崎蘭子（内田真礼）
作詞：やいり・烏屋茶房、作曲・編曲：Powerless
3. あいくるしい ～For SS3A rearrange Mix～
歌：関裕美（会沢紗弥）、森久保乃々（高橋花林）
作詞・作曲：田村歩美、編曲：睦月周平
4. 美に入り彩を穿つ（M@STER VERSION）（オリジナル・カラオケ）
5. 夢幻ノ救憐唱 ～堕チル星ノ調ベ～（オリジナル・カラオケ）
6. あいくるしい ～For SS3A rearrange Mix～（オリジナル・カラオケ）
7. 美に入り彩を穿つ（GAME VERSION）
歌：小早川紗枝（立花理香）、塩見周子（ルゥティン）

## 27 Vast world
2019年3月20日発売。2018年4月2日にゲーム内で配信された『スターライトステージ』用新曲「Vast world」のM@STER VERSIONと、ソロ新曲1曲、既存曲のスターライトステージ版1曲を収録したシングル。
収録曲
1. Vast world（M@STER VERSION）
歌：緒方智絵里（大空直美）、白坂小梅（桜咲千依）、堀裕子（鈴木絵理）、双葉杏（五十嵐裕美）、諸星きらり（松嵜麗）
作詞：eNu、作曲・編曲：設楽哲也
2. スパイスパラダイス
歌：日野茜（赤﨑千夏）、高森藍子（金子有希）、本田未央（原紗友里）
作詞・作曲・編曲：宮崎誠
3. to you for me
歌：橘ありす（佐藤亜美菜）
作詞：渡部紫緒、作曲：BNSI（Yoshi）、編曲：滝澤俊輔（TRYTONELABO）
4. Vast world（M@STER VERSION）（オリジナル・カラオケ）
5. スパイスパラダイス（オリジナル・カラオケ）
6. to you for me（オリジナル・カラオケ）
7. Vast world（GAME VERSION）
歌：緒方智絵里（大空直美）、白坂小梅（桜咲千依）、堀裕子（鈴木絵理）、双葉杏（五十嵐裕美）、諸星きらり（松嵜麗）

## 28 凸凹スピードスター
2019年5月1日発売。2018年7月31日にゲーム内で配信された『スターライトステージ』用新曲「凸凹スピードスター」のM@STER VERSIONと、ソロ新曲1曲、カバー曲1曲を収録したシングル。
収録曲
1. 凸凹スピードスター（M@STER VERSION）
歌：安部菜々（三宅麻理恵）、佐藤心（花守ゆみり）
作詞・作曲・編曲：ゆよゆっぺ
  - ゲーム中でのユニット名は「しゅがしゅが☆み〜ん」。

2. 反逆的同一性 -Rebellion Identity-
歌：二宮飛鳥（青木志貴）
作詞：ミズノゲンキ、作曲・編曲：睦月周平
3. キミとボクのミライ
歌：前川みく（高森奈津美）、川島瑞樹（東山奈央）、白坂小梅（桜咲千依）、三村かな子（大坪由佳）
作詞：Cygames・maimie、作曲：植松伸夫・前澤ヒデノリ、編曲：鴇沢直
オリジナルアーティスト：ジータ（金元寿子）、ルリア（東山奈央）、ヴィーラ（今井麻美）、マリー（長谷川明子）
4. 凸凹スピードスター（M@STER VERSION）（オリジナル・カラオケ）
5. 反逆的同一性 -Rebellion Identity-（オリジナル・カラオケ）
6. 凸凹スピードスター（GAME VERSION）
歌：安部菜々（三宅麻理恵）、佐藤心（花守ゆみり）

## 29 クレイジークレイジー
2019年6月19日発売。2018年8月19日にゲーム内で配信された『スターライトステージ』用新曲「クレイジークレイジー」のM@STER VERSIONと、ソロ新曲1曲、イベント用アレンジ楽曲1曲を収録したシングル。「THE IDOLM@STER CINDERELLA GIRLS LITTLE STARS! TAKAMARI☆CLIMAXXX!!!!!」と同時発売。
初回限定特典として、7thライブツアー千葉公演『THE IDOLM@STER CINDERELLA GIRLS 7thLIVE Special 3chord♪ Comical Pops!』の先行抽選予約申込シリアルナンバーが封入される。
収録曲
1. クレイジークレイジー（M@STER VERSION）
歌：一ノ瀬志希（藍原ことみ）、宮本フレデリカ（髙野麻美）
作詞：BNSI（MCTC）、作曲・編曲：BNSI（Taku Inoue）
  - ゲーム中でのユニット名は「レイジー・レイジー」。

2. 愛の讃歌
歌：櫻井桃華（照井春佳）
作詞：小金井つくも、作曲・編曲：坪田修平（TRYTONELABO）
3. ∀NSWER 〜ののの物語〜（M@STER VERSION）
歌：森久保乃々（高橋花林）
作詞：ミズノゲンキ、作曲：睦月周平、編曲：坪田修平（TRYTONELABO）
4. クレイジークレイジー（M@STER VERSION）（オリジナル・カラオケ）
5. 愛の讃歌（オリジナル・カラオケ）
6. クレイジークレイジー（GAME VERSION）
歌：一ノ瀬志希（藍原ことみ）、宮本フレデリカ（髙野麻美）

## 30 ガールズ・イン・ザ・フロンティア
2019年7月17日発売。2018年8月31日にゲーム内で配信された『スターライトステージ』用新曲「ガールズ・イン・ザ・フロンティア」のM@STER VERSIONと、ソロ新曲1曲、既存曲のスターライトステージ版1曲を収録したシングル。
収録曲
1. ガールズ・イン・ザ・フロンティア（M@STER VERSION）
歌：渋谷凛（福原綾香）、早坂美玲（朝井彩加）、木村夏樹（安野希世乃）、小日向美穂（津田美波）、塩見周子（ルゥティン）
作詞：八城雄太、作曲・編曲：設楽哲也
2. おねえちゃんデスコ
歌：市原仁奈（久野美咲）
作詞・作曲・編曲：ササキトモコ
3. 青空エール（M@STER VERSION）
歌：結城晴（小市眞琴）、赤城みりあ（黒沢ともよ）、脇山珠美（嘉山未紗）、緒方智絵里（大空直美）、城ヶ崎美嘉（佳村はるか）
作詞：eNu、作曲・編曲：川島弘光
4. ガールズ・イン・ザ・フロンティア（M@STER VERSION）（オリジナル・カラオケ）
5. おねえちゃんデスコ（オリジナル・カラオケ）
6. ガールズ・イン・ザ・フロンティア（GAME VERSION）
歌：渋谷凛（福原綾香）、早坂美玲（朝井彩加）、木村夏樹（安野希世乃）、小日向美穂（津田美波）、塩見周子（ルゥティン）

## 31 Pretty Liar
2019年8月14日発売。2018年9月19日にゲーム内で配信された『スターライトステージ』用新曲「Pretty Liar」のM@STER VERSIONと、ソロ新曲1曲、既存曲のスターライトステージ版1曲を収録したシングル。
初回限定特典として、7thライブツアー名古屋公演『THE IDOLM@STER CINDERELLA GIRLS 7thLIVE Special 3chord♪ Funky Dancing!』の先行抽選予約申込シリアルナンバーが封入される。
収録曲
1. Pretty Liar（M@STER VERSION）
歌：高垣楓（早見沙織）、速水奏（飯田友子）
作詞：森由里子、作曲・編曲：石濱翔（MONACA）
  - ゲーム中のユニット名は「ミステリアスアイズ」。

2. ヒカリ→シンコキュウ→ミライ
歌：中野有香（下地紫野）
作詞・作曲・編曲：やいり
3. Stage Bye Stage
歌：島村卯月（大橋彩香）、小日向美穂（津田美波）、五十嵐響子（種﨑敦美）、渋谷凛（福原綾香）、北条加蓮（渕上舞）、神谷奈緒（松井恵理子）、本田未央（原紗友里）、日野茜（赤﨑千夏）、高森藍子（金子有希）
作詞：ミズノゲンキ、作曲・編曲：睦月周平
4. Pretty Liar（M@STER VERSION）（オリジナル・カラオケ）
5. ヒカリ→シンコキュウ→ミライ（オリジナル・カラオケ）
6. Pretty Liar（GAME VERSION）
歌：高垣楓（早見沙織）、速水奏（飯田友子）

## 32 アンデッド・ダンスロック
2019年9月18日発売。2018年10月19日にゲーム内で配信された『スターライトステージ』用新曲「アンデッド・ダンスロック」のM@STER VERSIONと、ソロ新曲1曲、カバー曲1曲を収録したシングル。
収録曲
1. アンデッド・ダンスロック（M@STER VERSION）
歌：松永涼（千菅春香）、白坂小梅（桜咲千依）
作詞・作曲・編曲：広川恵一（MONACA）
  - ゲーム中でのユニット名は「エルドリッチ・ロアテラー」。

2. サニードロップ
歌：大槻唯（山下七海）
作詞：磯谷佳江、作曲・編曲：seibin（ESTIMATE）
3. 夏色
歌：城ヶ崎美嘉（佳村はるか）、城ヶ崎莉嘉（山本希望）
作詞・作曲：北川悠仁、カバーアレンジ：岡野裕次郎（TRYTONELABO）
オリジナルアーティスト：ゆず
4. アンデッド・ダンスロック（M@STER VERSION）（オリジナル・カラオケ）
5. サニードロップ（オリジナル・カラオケ）
6. アンデッド・ダンスロック（GAME VERSION）
歌：松永涼（千菅春香）、白坂小梅（桜咲千依）

## 33 Starry-Go-Round
2019年10月23日発売。2018年11月10日・11日に開催されたシンデレラガールズ6周年ライブイベント「THE IDOLM@STER CINDERELLA GIRLS 6thLIVE MERRY-GO-ROUNDOME!!!」用新曲「Starry-Go-Round」のM@STER VERSIONと、カバー曲3曲を収録したシングル。
収録曲
1. Starry-Go-Round（M@STER VERSION）
歌：前川みく（高森奈津美）、大槻唯（山下七海）、アナスタシア（上坂すみれ）、姫川友紀（杜野まこ）、二宮飛鳥（青木志貴）
作詞：磯谷佳江、作曲：小野貴光、編曲：玉木千尋
2. LOVE & PEACH
歌：双葉杏（五十嵐裕美）、諸星きらり（松嵜麗）、島村卯月（大橋彩香）、渋谷凛（福原綾香）、本田未央（原紗友里）
作詞・作曲：北川悠仁、カバーアレンジ：坪田修平（TRYTONELABO）
オリジナルアーティスト：ゆず
3. HOT LIMIT
歌：島村卯月（大橋彩香）
作詞：井上秋緒、作曲：浅倉大介、カバーアレンジ：内海孝彰（TRYTONELABO）
オリジナルアーティスト：T.M.Revolution
4. ツバサ
歌：松永涼（千菅春香）
作詞・作曲：真戸原直人、カバーアレンジ：坪田修平（TRYTONELABO）
オリジナルアーティスト：アンダーグラフ
5. Starry-Go-Round（M@STER VERSION）（オリジナル・カラオケ）
6. Starry-Go-Round（GAME VERSION）
歌：前川みく（高森奈津美）、大槻唯（山下七海）、アナスタシア（上坂すみれ）、姫川友紀（杜野まこ）、二宮飛鳥（青木志貴）

## 34 Sunshine See May
2019年12月11日発売。2018年11月19日にゲーム内で配信された『スターライトステージ』用新曲「Sunshine See May」のM@STER VERSIONと、ソロ新曲1曲、カバー曲1曲を収録したシングル。
収録曲
1. Sunshine See May（M@STER VERSION）
歌：依田芳乃（高田憂希）、藤原肇（鈴木みのり）
作詞：只野菜摘、作曲・編曲：滝澤俊輔（TRYTONELABO）・池田健仁（TRYTONELABO）
  - ゲーム中でのユニット名は「山紫水明（さんしすいめい）」。

2. Blessing
歌：高垣楓（早見沙織）
作詞：貝田由里子、作曲・編曲：田中秀和（MONACA）
3. サヨナラバス
歌：橘ありす（佐藤亜美菜）、速水奏（飯田友子）
作詞・作曲：北川悠仁、カバーアレンジ：池田健仁（TRYTONELABO）
オリジナルアーティスト：ゆず
4. Sunshine See May（M@STER VERSION）（オリジナル・カラオケ）
5. Blessing（オリジナル・カラオケ）
6. Sunshine See May（GAME VERSION）
歌：依田芳乃（高田憂希）、藤原肇（鈴木みのり）

## 35 Palette
2020年1月8日発売。2019年1月1日にゲーム内で配信された『スターライトステージ』用新曲「Palette」のM@STER VERSIONと、カバー曲3曲を収録したシングル。
収録曲
1.  Palette（M@STER VERSION）
歌：島村卯月（大橋彩香）、小日向美穂（津田美波）、五十嵐響子（種﨑敦美）
作詞：桜アス恵、作曲・編曲：seibin (ESTIMATE)
  - ゲーム中でのユニット名は「P.C.S」（ピンクチェックスクール）。この名義での楽曲は、「ラブレター」以来2曲目となる。

2. 友達の唄
歌：喜多見柚（武田羅梨沙多胡）、堀裕子（鈴木絵理）
作詞・作曲：北川悠仁、カバーアレンジ：Lucas（TRYTONELABO）
オリジナルアーティスト：ゆず
3. COLORS
歌：上条春菜（長島光那）、荒木比奈（田辺留依）
作詞：KOHSHI ASAKAWA・KEIGO HAYASHI、作曲：TAKESHI ASAKAWA、カバーアレンジ：TAKT（TRYTONELABO）
オリジナルアーティスト：FLOW
4. モザイクカケラ
歌：三船美優（原田彩楓）
作詞・作曲：石田順三、カバーアレンジ：坪田修平（TRYTONELABO）
オリジナルアーティスト：SunSet Swish
5. Palette（M@STER VERSION）（オリジナル・カラオケ）
6. Palette（GAME VERSION）
歌：島村卯月（大橋彩香）、小日向美穂（津田美波）、五十嵐響子（種﨑敦美）

## 36 義勇忍侠花吹雪
2020年2月19日発売。2019年1月31日にゲーム内で配信された『スターライトステージ』用新曲「義勇忍侠花吹雪」のM@STER VERSIONと、カバー曲3曲を収録したシングル。「THE IDOLM@STER CINDERELLA MASTER 3chord for the Dance!」と同時発売。
収録曲
1. 義勇忍侠花吹雪（M@STER VERSION）
歌：浜口あやめ（田澤茉純）、脇山珠美（嘉山未紗）、道明寺歌鈴（新田ひより）
作詞：ミズノゲンキ、作曲・編曲：睦月周平
  - ゲーム中でのユニット名は「可惜夜月」（あたらよづき）。

2. 虹
歌：北条加蓮（渕上舞）、神谷奈緒（松井恵理子）
作詞・作曲：北川悠仁、カバーアレンジ：TAKT（TRYTONELABO）
オリジナルアーティスト：ゆず
3. O2
歌：星輝子（松田颯水）、向井拓海（原優子）、村上巴（花井美春）
作詞・作曲：ORANGE RANGE、カバーアレンジ：TAKT（TRYTONELABO）
オリジナルアーティスト：ORANGE RANGE
4. リバイブ
歌：島村卯月（大橋彩香）、渋谷凛（福原綾香）、本田未央（原紗友里）
作詞：Kanata Okajima・YUTA・Daisuke Nakamura、作曲：Daisuke Nakamura、カバーアレンジ：坪田修平（TRYTONELABO）
オリジナルアーティスト：UNIONE
5. 義勇忍侠花吹雪（M@STER VERSION）（オリジナル・カラオケ）
6. 義勇忍侠花吹雪（GAME VERSION）
歌：浜口あやめ（田澤茉純）、脇山珠美（嘉山未紗）、道明寺歌鈴（新田ひより）

## 37 Needle Light
2020年3月18日発売。2019年2月19日にゲーム内で配信された『スターライトステージ』用新曲「Needle Light」のM@STER VERSIONと、カバー曲3曲を収録したシングル。
収録曲
1. Needle Light（M@STER VERSION）
歌：上条春菜（長島光那）、荒木比奈（田辺留依）
作詞・作曲・編曲：AJURIKA
  - ゲーム中でのユニット名は「サイバーグラス」。

2. タッタ
歌：多田李衣菜（青木瑠璃子）、木村夏樹（安野希世乃）
作詞：北川悠仁、作曲：北川悠仁・JIN、カバーアレンジ：Lucas（TRYTONELABO）
オリジナルアーティスト：ゆず
3. LIFE
歌：姫川友紀（杜野まこ）
作詞・作曲：山内総一郎、カバーアレンジ：TAKT（TRYTONELABO）
オリジナルアーティスト：フジファブリック
4. RAGE OF DUST
歌：早坂美玲（朝井彩加）
作詞：MOMIKEN、作曲：UZ、カバーアレンジ：坪田修平（TRYTONELABO）
オリジナルアーティスト：SPYAIR
5. Needle Light（M@STER VERSION）（オリジナル・カラオケ）
6. Needle Light（GAME VERSION）
歌：上条春菜（長島光那）、荒木比奈（田辺留依）

## 38 Fascinate
2020年4月15日発売。2019年2月28日にゲーム内で配信された『スターライトステージ』用新曲「Fascinate」のM@STER VERSIONと、カバー曲3曲を収録したシングル。
収録曲
1. Fascinate（M@STER VERSION）
歌：黒埼ちとせ（佐倉薫）、白雪千夜（関口理咲）
作詞：ミズノゲンキ、作曲・編曲：睦月周平
  - ゲーム中でのユニット名は「Velvet Rose」（ヴェルベットローズ）。

2. HIGH PRESSURE
歌：大和亜季（村中知）
作詞：井上秋緒、作曲：浅倉大介、カバーアレンジ：TAKT（TRYTONELABO）
オリジナルアーティスト：T.M.Revolution
3. YELLOW YELLOW HAPPY
歌：水本ゆかり（藤田茜）、中野有香（下地紫野）、椎名法子（都丸ちよ）
作詞：CHIAKI・ポケットビスケッツ、作曲：パラッパー河合、カバーアレンジ：内海孝彰（TRYTONELABO）
オリジナルアーティスト：ポケットビスケッツ
4. EZ DO DANCE
歌：片桐早苗（和氣あず未）、結城晴（小市眞琴）、三村かな子（大坪由佳）
作詞・作曲：小室哲哉、カバーアレンジ：TAKT（TRYTONELABO）
オリジナルアーティスト：TRF
5. Fascinate（M@STER VERSION）（オリジナル・カラオケ）
6. Fascinate（GAME VERSION）
歌：黒埼ちとせ（佐倉薫）、白雪千夜（関口理咲）

## 39 O-Ku-Ri-Mo-No Sunday!
2020年6月10日発売。2019年4月2日にゲーム内で配信された『スターライトステージ』用新曲「O-Ku-Ri-Mo-No Sunday!」のM@STER VERSIONと、カバー曲3曲を収録したシングル。
収録曲
1. O-Ku-Ri-Mo-No Sunday!（M@STER VERSION）
歌：久川颯（長江里加）、久川凪（立花日菜）
作詞：烏屋茶房、作曲：烏屋茶房・篠崎あやと、編曲：篠崎あやと
  - ゲーム中でのユニット名は「miroir」（ミロワール）。

2. Hello Especially
歌：川島瑞樹（東山奈央）
作詞・作曲：大橋卓弥・常田真太郎、カバーアレンジ：内海孝彰（TRYTONELABO）
オリジナルアーティスト：スキマスイッチ
3. 全力☆Summer!
歌：棟方愛海（藤本彩花）
作詞：atsuko、作曲：atsuko・KATSU、カバーアレンジ：大岩航（TRYTONELABO）
オリジナルアーティスト：angela
4. 行くぜっ!怪盗少女
歌：及川雫（のぐちゆり）、片桐早苗（和氣あず未）、堀裕子（鈴木絵理）
作詞・作曲：前山田健一、カバーアレンジ：坪田修平（TRYTONELABO）
オリジナルアーティスト：ももいろクローバーZ
5. O-Ku-Ri-Mo-No Sunday!（M@STER VERSION）（オリジナル・カラオケ）
6. O-Ku-Ri-Mo-No Sunday!（GAME VERSION）
歌：久川颯（長江里加）、久川凪（立花日菜）

## 40 バベル
2020年7月15日発売。2019年7月22日にゲーム内で配信された『スターライトステージ』用新曲「バベル」のM@STER VERSIONと、カバー曲3曲を収録したシングル。
収録曲
1. バベル（M@STER VERSION）
歌：一ノ瀬志希（藍原ことみ）、二宮飛鳥（青木志貴）
作詞・作曲・編曲：BNSI（ミフメイ）
  - ゲーム中でのユニット名は「Dimension-3」（ディメンションスリー）。

2. STAR
歌：道明寺歌鈴（新田ひより）、浜口あやめ（田澤茉純）、脇山珠美（嘉山未紗）
作詞：堀内孝太・堀内孝平・竹内修、作曲：堀内孝平・堀内孝太、カバーアレンジ：TAKT（TRYTONELABO）
オリジナルアーティスト：99RadioService
3. 君の青春は輝いているか
歌：南条光（神谷早矢佳）
作詞：ジェームス三木、作曲：三木たかし、カバーアレンジ：坪田修平（TRYTONELABO）
オリジナルアーティスト：ささきいさお
4. 風になりたい
歌：依田芳乃（高田憂希）、藤原肇（鈴木みのり）
作詞・作曲：宮沢和史、カバーアレンジ：大岩航（TRYTONELABO）
オリジナルアーティスト：THE BOOM
5. バベル（M@STER VERSION）（オリジナル・カラオケ）
6. バベル（GAME VERSION）
歌：一ノ瀬志希（藍原ことみ）、二宮飛鳥（青木志貴）

## COLLABORATION! 無重力シャトル
2019年11月6日発売。同年4月30日にゲーム内で配信された、ゆずの北川悠仁が『スターライトステージ』に書き下ろした楽曲「無重力シャトル」を収録。
収録曲
1. 無重力シャトル（M@STER VERSION）
歌：安部菜々（三宅麻理恵）、城ヶ崎莉嘉（山本希望）、新田美波（洲崎綾）、相葉夕美（木村珠莉）、多田李衣菜（青木瑠璃子）
作詞・作曲：北川悠仁、編曲：玉屋2060%（Wienners）
2. 無重力シャトル（M@STER VERSION）安部菜々ソロ・リミックス　
歌：安部菜々（三宅麻理恵）
3. 無重力シャトル（M@STER VERSION）城ヶ崎莉嘉ソロ・リミックス　
歌：城ヶ崎莉嘉（山本希望）
4. 無重力シャトル（M@STER VERSION）新田美波ソロ・リミックス　
歌：新田美波（洲崎綾）
5. 無重力シャトル（M@STER VERSION）相葉夕美ソロ・リミックス　
歌：相葉夕美（木村珠莉）
6. 無重力シャトル（M@STER VERSION）多田李衣菜ソロ・リミックス　
歌：多田李衣菜（青木瑠璃子）
7. 無重力シャトル（M@STER VERSION）オリジナル・カラオケ
8. 無重力シャトル（GAME VERSION）
歌：安部菜々（三宅麻理恵）、城ヶ崎莉嘉（山本希望）、新田美波（洲崎綾）、相葉夕美（木村珠莉）、多田李衣菜（青木瑠璃子）

## COLLABORATION! Great Journey
2021年3月3日発売。2020年4月2日にゲーム内で配信された、『プリンセスコネクト! Re:Dive』とのコラボレーションで制作された新曲「Great Journey」のM@STER VERSIONとソロ・リミックスとカバー曲2曲を収録したシングル。
収録曲
1. Great Journey（M@STER VERSION）
歌：島村卯月（大橋彩香）、渋谷凛（福原綾香）、本田未央（原紗友里）
作詞：磯谷佳江、作曲・編曲：内田哲也（Cygames）、ストリングスアレンジ：東大路憲太
2. Lost Princess
歌：十時愛梨（原田ひとみ）
作詞：しほり、作曲：田中公平、編曲：根岸貴幸
オリジナルアーティスト：ペコリーヌ（M・A・O）・コッコロ（伊藤美来）・キャル（立花理香）
3. Connecting Happy!!
歌：久川颯（長江里加）、久川凪（立花日菜）
作詞：畑亜貴、作曲：高尾奏之介（F.M.F）、編曲：奈良悠樹（F.M.F）
オリジナルアーティスト：ペコリーヌ（M・A・O）・コッコロ（伊藤美来）・キャル（立花理香）
4. Great Journey（M@STER VERSION）オリジナル・カラオケ
5. Great Journey（M@STER VERSION）島村卯月ソロ・リミックス
歌：島村卯月（大橋彩香）
6. Great Journey（M@STER VERSION）渋谷凛ソロ・リミックス
歌：渋谷凛（福原綾香）
7. Great Journey（M@STER VERSION）本田未央ソロ・リミックス
歌：本田未央（原紗友里）
8. Great Journey（GAME VERSION）
歌：島村卯月（大橋彩香）、渋谷凛（福原綾香）、本田未央（原紗友里）

## COLLABORATION! ハーモニクス
2021年3月17日発売。『アイドルマスター ミリオンライブ! シアターデイズ』とのコラボレーションシングル。『THE IDOLM@STER MILLION LIVE! STAR EQUINOX』と同日発売。
収録曲
1. ハーモニクス
歌：ジュリア（愛美）、最上静香（田所あずさ）、木村夏樹（安野希世乃）、多田李衣菜（青木瑠璃子）
作詞：坂井季乃、作曲・編曲：高橋諒
2. Jet to the Future（M@STER VERSION）
歌：最上静香（田所あずさ）、ジュリア（愛美）
作詞：磯谷佳江、作曲・編曲：IMAJO（PSYCHIC LOVER）
3. ハーモニクス
歌：木村夏樹（安野希世乃）、多田李衣菜（青木瑠璃子）
4. Jet to the Future（M@STER VERSION）
歌：ジュリア（愛美）、最上静香（田所あずさ）、木村夏樹（安野希世乃）、多田李衣菜（青木瑠璃子）
5. 虹色letters 一ノ瀬志希 ソロ・リミックス
歌：一ノ瀬志希（藍原ことみ）
作詞：KOH、作曲・編曲：高田暁
6. 虹色letters 宮本フレデリカ ソロ・リミックス
歌：宮本フレデリカ（髙野麻美）

## COLLABORATION! ジュビリー
2024年5月15日発売。星街すいせいとのコラボレーションシングル。新曲「ジュビリー」のM@STER VERSIONとソロ・リミックス、カバー曲4曲を収録したシングル。
収録曲
1. ジュビリー（M@STER VERSION）
歌：星街すいせい、高垣楓（早見沙織）
作詞・作曲・編曲：TAKU INOUE
2. ソワレ
歌：木村夏樹（安野希世乃）
作詞：ナナホシ管弦楽団、作曲：岩見陸、カバーアレンジ：錦織孝宏（TRYTONELABO）
オリジナルアーティスト：星街すいせい
3. みちづれ
歌：黒埼ちとせ（佐倉薫）
作詞・作曲：Ayase、カバーアレンジ：大岩航（TRYTONELABO）
オリジナルアーティスト：星街すいせい
4. 灼熱にて純情（wii-wii-woo）
歌：星輝子（松田颯水）
作詞・作曲：田淵智也、カバーアレンジ：新山俊也
オリジナルアーティスト：星街すいせい
5. Stellar Stellar
歌：星街すいせい、渋谷凛（福原綾香）
作詞・作曲：TAKU INOUE、カバーアレンジ：石垣遼真（TRYTONELABO）
オリジナルアーティスト：星街すいせい
6. ジュビリー（M@STER VERSION）オリジナル・カラオケ
7. ジュビリー（M@STER VERSION）星街すいせいソロ・リミックス
歌：星街すいせい
8. ジュビリー（M@STER VERSION）高垣楓ソロ・リミックス
歌：高垣楓（早見沙織）
9. Stellar Stellar 渋谷凛ソロ・リミックス
歌：渋谷凛（福原綾香）
10. ジュビリー（GAME VERSION）
歌：星街すいせい、高垣楓（早見沙織）

## ソロ・リミックス盤
シリーズに収録されたユニット曲のソロ・リミックスを収録したCD。ライブイベントの物販商品として限定販売されるか、日本コロムビアのオンラインショップにて期間限定で販売される。
THE IDOLM@STER CINDERELLA GIRLS 4thLIVE TriCastle Story -Starlight Castle- 会場オリジナルCD
『THE IDOLM@STER CINDERELLA GIRLS 4thLIVE TriCastle Story』（2016年9月・10月開催）会場限定CD。全公演にて販売。
「Snow Wings（M@STER VERSION）」「Tulip（M@STER VERSION）」「ハイファイ☆デイズ（M@STER VERSION）」のソロ・リミックスが収録されている。
THE IDOLM@STER CINDERELLA GIRLS 5thLIVE TOUR Serendipity Parade!!! 宮城・石川・大阪 会場オリジナルCD
『THE IDOLM@STER CINDERELLA GIRLS 5thLIVE TOUR Serendipity Parade!!!』（2017年5月 - 8月開催）会場限定CD。ツアー前半3公演にて販売。
「生存本能ヴァルキュリア（M@STER VERSION）」「純情Midnight伝説（M@STER VERSION）」「Love∞Destiny（M@STER VERSION）」のソロ・リミックスが収録されている。
THE IDOLM@STER CINDERELLA GIRLS 5thLIVE TOUR Serendipity Parade!!! 静岡・幕張・福岡 会場オリジナルCD
『THE IDOLM@STER CINDERELLA GIRLS 5thLIVE TOUR Serendipity Parade!!!』（2017年5月 - 8月開催）会場限定CD。ツアー後半3公演にて販売。
「サマカニ!!（M@STER VERSION）」「BEYOND THE STARLIGHT（M@STER VERSION）」のソロ・リミックスが収録されているほか、「CINDERELLA MASTER」シリーズより「EVERMORE（M@STER VERSION）」のソロ・リミックスも収録されている。
THE IDOLM@STER CINDERELLA GIRLS SS3A  Live Sound Booth♪ 会場オリジナルCD
『THE IDOLM@STER CINDERELLA GIRLS SS3A　Live Sound Booth♪』（2018年9月開催）会場限定CD。
「ラブレター（M@STER VERSION）」「Jet to the Future（M@STER VERSION）」「命燃やして恋せよ乙女（M@STER VERSION）」「Sweet Witches' Night 〜6人目はだぁれ〜（M@STER VERSION）」のソロ・リミックスを収録。
THE IDOLM@STER CINDERELLA GIRLS 7thLIVE TOUR Special 3chord♪ Comical Pops! 会場オリジナルCD
『THE IDOLM@STER CINDERELLA GIRLS 7thLIVE TOUR Special 3chord♪ Comical Pops!』（2019年9月開催）会場限定CD。
「情熱ファンファンファーレ（M@STER VERSION）」「桜の頃（M@STER VERSION）」「∀NSWER（M@STER VERSION）」「Nothing but You（M@STER VERSION）」のソロ・リミックスを収録。
THE IDOLM@STER CINDERELLA GIRLS 7thLIVE TOUR Special 3chord♪ Funky Dancing! 会場オリジナルCD
『THE IDOLM@STER CINDERELLA GIRLS 7thLIVE TOUR Special 3chord♪ Funky Dancing!』（2019年11月開催）会場限定CD。
「モーレツ★世直しギルティ!（M@STER VERSION）」「With Love（M@STER VERSION）」「リトルリドル（M@STER VERSION）」「Kawaii make MY day!（M@STER VERSION）」のソロ・リミックスを収録。
THE IDOLM@STER CINDERELLA GIRLS 7thLIVE TOUR Special 3chord♪ Glowing Rock! 会場オリジナルCD
『THE IDOLM@STER CINDERELLA GIRLS 7thLIVE TOUR Special 3chord♪ Glowing Rock!』（2020年2月開催）会場限定CD。
「双翼の独奏歌（M@STER VERSION）」「Trinity Field（M@STER VERSION）」「Happy New Yeah!（M@STER VERSION）」「美に入り彩を穿つ（M@STER VERSION）」「Vast world（M@STER VERSION）」のソロ・リミックスを収録。
THE IDOLM@STER CINDERELLA GIRLS Live Broadcast 24magic ～シンデレラたちの24時間生放送！～ オリジナルCD
『THE IDOLM@STER CINDERELLA GIRLS Live Broadcast 24magic ～シンデレラたちの24時間生放送！～』（2020年9月開催）の配信を記念して発売されたCD。
「凸凹スピードスター（M@STER VERSION）」「クレイジークレイジー（M@STER VERSION）」「ガールズ・イン・ザ・フロンティア（M@STER VERSION）」「Pretty Liar（M@STER VERSION）」「アンデッド・ダンスロック（M@STER VERSION）」のソロ・リミックスを収録。
THE IDOLM@STER CINDERELLA GIRLS Broadcast ＆ Live Happy New Yell!!! オリジナルCD
『THE IDOLM@STER CINDERELLA GIRLS Broadcast ＆ Live Happy New Yell!!!』（2021年1月開催）を記念して発売されたCD。
「Starry-Go-Round（M@STER VERSION）」「Sunshine See May（M@STER VERSION）」「Palette（M@STER VERSION）」のソロ・リミックスを収録。
THE IDOLM@STER CINDERELLA GIRLS STARLIGHT FANTASY オリジナルCD
『THE IDOLM@STER CINDERELLA GIRLS STARLIGHT FANTASY』（2024年9月開催）を記念して発売されたCD。
「義勇忍侠花吹雪（M@STER VERSION）」「Needle Light（M@STER VERSION）」「Fascinate（M@STER VERSION）」「O-Ku-Ri-Mo-No Sunday!（M@STER VERSION）」「バベル（M@STER VERSION）」のソロ・リミックスを収録。

## 配信楽曲
2018年8月28日より、スターライトステージ3周年記念として「STARLIGHT MASTER」シリーズの表題曲と、CD未発売の『スターライトステージ』楽曲のフルバージョンが各種サイトにて配信された。対象は「Snow Wings」から「クレイジークレイジー」までの29曲。ハイレゾを除く楽曲配信は今回が初となる。
オリコンチャートでは、8月28日付のデジタルシングルランキングでトップ9を独占した。また、9月10日付の週間デジタルシングルランキングでは、リリースされた29曲中24曲がトップ100位内にランクインする快挙となった。
上記の反響を受け、9月14日には先行配信第2弾として、3周年記念楽曲「ガールズ・イン・ザ・フロンティア」が配信された。同楽曲はiTunesの週間ソング・ランキング（2018年9月10日〜9月16日）の第1位を獲得。その後もイベント楽曲がイベント終了後順次配信されていたが、「バベル」を最後に先行配信は一度停止。その後再び楽曲発表ペースに対するCD発売ペースの遅延が目立つようになったため、2022年の「STARLIGHT MASTER R/LOCK ON!」未発売楽曲7曲を対象に先行配信が再開された。
| 配信日         | タイトル                               | オリコン 最高位 | オリコン 最高位 | Billboard JAPAN 最高位 | 販売形態               |
| 配信日         | タイトル                               | デイリー        | 週間            | Billboard JAPAN 最高位 | 販売形態               |
| -------------- | -------------------------------------- | --------------- | --------------- | ---------------------- | ---------------------- |
| 2018年 8月28日 | Snow Wings                             |                 |                 |                        | デジタル・ダウンロード |
| 2018年 8月28日 | Tulip                                  | 17位            | 28位            | 29位                   | デジタル・ダウンロード |
| 2018年 8月28日 | ハイファイ☆デイズ                      |                 |                 |                        | デジタル・ダウンロード |
| 2018年 8月28日 | 生存本能ヴァルキュリア                 |                 | 57位            | 63位                   | デジタル・ダウンロード |
| 2018年 8月28日 | 純情Midnight伝説                       |                 | 67位            | 75位                   | デジタル・ダウンロード |
| 2018年 8月28日 | Love∞Destiny                           | 19位            | 40位            | 41位                   | デジタル・ダウンロード |
| 2018年 8月28日 | サマカニ!!                             |                 | 91位            | 95位                   | デジタル・ダウンロード |
| 2018年 8月28日 | BEYOND THE STARLIGHT                   |                 | 86位            | 90位                   | デジタル・ダウンロード |
| 2018年 8月28日 | ラブレター                             |                 | 54位            | 57位                   | デジタル・ダウンロード |
| 2018年 8月28日 | Jet to the Future                      |                 |                 |                        | デジタル・ダウンロード |
| 2018年 8月28日 | あんきら!?狂騒曲                       |                 | 59位            | 64位                   | デジタル・ダウンロード |
| 2018年 8月28日 | 命燃やして恋せよ乙女                   |                 |                 |                        | デジタル・ダウンロード |
| 2018年 8月28日 | Sweet Witches' Night 〜6人目はだぁれ〜 |                 |                 |                        | デジタル・ダウンロード |
| 2018年 8月28日 | 情熱ファンファンファーレ               |                 | 68位            | 74位                   | デジタル・ダウンロード |
| 2018年 8月28日 | 桜の頃                                 |                 | 74位            | 81位                   | デジタル・ダウンロード |
| 2018年 8月28日 | ∀NSWER                                 | 16位            | 29位            | 30位                   | デジタル・ダウンロード |
| 2018年 8月28日 | Nothing but You                        |                 | 48位            | 48位                   | デジタル・ダウンロード |
| 2018年 8月28日 | モーレツ★世直しギルティ!               |                 | 51位            | 53位                   | デジタル・ダウンロード |
| 2018年 8月28日 | With Love                              |                 | 65位            | 69位                   | デジタル・ダウンロード |
| 2018年 8月28日 | リトルリドル                           | 12位            | 20位            | 20位                   | デジタル・ダウンロード |
| 2018年 8月28日 | Kawaii make MY day!                    | 4位             | 7位             | 7位                    | デジタル・ダウンロード |
| 2018年 8月28日 | 双翼の独奏歌                           | 5位             | 8位             | 8位                    | デジタル・ダウンロード |
| 2018年 8月28日 | Twin☆くるっ★テール                     | 7位             | 14位            | 13位                   | デジタル・ダウンロード |
| 2018年 8月28日 | Trinity Field                          | 1位             | 3位             | 3位                    | デジタル・ダウンロード |
| 2018年 8月28日 | Happy New Yeah!                        | 8位             | 16位            | 16位                   | デジタル・ダウンロード |
| 2018年 8月28日 | 美に入り彩を穿つ                       | 2位             | 4位             | 4位                    | デジタル・ダウンロード |
| 2018年 8月28日 | Vast world                             | 9位             | 18位            | 18位                   | デジタル・ダウンロード |
| 2018年 8月28日 | 凸凹スピードスター                     | 6位             | 12位            | 12位                   | デジタル・ダウンロード |
| 2018年 8月28日 | クレイジークレイジー                   | 3位             | 5位             | 5位                    | デジタル・ダウンロード |
| 9月14日        | ガールズ・イン・ザ・フロンティア       | 1位             | 7位             | 6位                    | デジタル・ダウンロード |
| 10月4日        | Pretty Liar                            | 1位             | 5位             | 5位                    | デジタル・ダウンロード |
| 11月3日        | アンデッド・ダンスロック               | 5位             | 20位            | 22位                   | デジタル・ダウンロード |
| 11月14日       | Starry-Go-Round                        | 5位             | 12位            | 13位                   | デジタル・ダウンロード |
| 12月4日        | Sunshine See May                       | 1位             | 9位             | 8位                    | デジタル・ダウンロード |
| 2019年 1月15日 | Palette                                | 1位             | 7位             | 6位                    | デジタル・ダウンロード |
| 2月15日        | 義勇忍侠花吹雪                         | 2位             | 16位            | 12位                   | デジタル・ダウンロード |
| 3月5日         | Needle Light                           | 2位             |                 | 23位                   | デジタル・ダウンロード |
| 3月14日        | Fascinate                              | 2位             | 20位            | 20位                   | デジタル・ダウンロード |
| 4月16日        | O-Ku-Ri-Mo-No Sunday!                  | 1位             | 2位             | 2位                    | デジタル・ダウンロード |
| 5月14日        | 無重力シャトル                         | 2位             | 6位             | 5位                    | デジタル・ダウンロード |
| 8月5日         | バベル                                 | 1位             | 12位            | 10位                   | デジタル・ダウンロード |